# Ейдетика
Ейдетика (грец. εἶδετικὴ від дав.-гр. εἶδος — «образ, зовнішній вигляд»), також всеосяжний спогад (англ. total recall) — це психологічний або медичний термін, який визначають як здатність згадувати чи відтворювати зображення, звуки, запахи об'єктів чи тактильні відчуття про них в пам'яті з граничною точністю. Слово ейдетичний стосується здатності отримувати надзвичайно докладний, яскравий і детальний спогад (не винятково — проте у першу чергу) візуальних образів, походить від грец. εἶδος, ейдос, «побачене»).
У психології — відтворення у всіх деталях образів предметів, які не діють в даний момент на зорові аналізатори. Ейдетичні образи відрізняються від звичайних тим, що людина ніби продовжує сприймати предмет за його відсутності. Фізіологічна основа ейдетичних образів — залишкове збудження аналізатора.
Ейдетизм — це особливий різновид пам'яті, переважно на зорові враження, образи. Дозволяє втримувати та відтворювати надзвичайно живі образи раніше побачених предметів, об'єктів. Тією чи іншою мірою притаманний кожній людині, особливо у дитячому віці, але яскраво виражений рідко.
У 1920-х роках у Німеччині психологом Е. Йеншем виконані фундаментальні дослідження ейдетизму.

## Огляд проблеми
У той час як людина з фотографічною пам'яттю буде дуже точно пригадувати візуальну інформацію, людина з ейдетичною пам'яттю не обмежується лише візуальними спогадами — у теорії, вона може згадати й інші сторони події, що відбулася, включаючи усю сенсорну інформацію: зорові, слухові, тактильні, смакової, нюхові, а також інші образи. Більшість суперечок про феномен такого виду пам'яті сходяться на тому, що ейдетичну пам'ять поєднують із фотографічною, оскільки дискусія зміщується до обговорення ейдетичних образів (у розумінні «зображення»); ейдетична пам'ять за природою своєю є візуальною. Зрештою, більшу частину інформації про світ людина отримує через зорову систему сприйняття інформації.
Один тип ейдетичної пам'яті ми спостерігаємо у дітей; цей тип характеризується здатністю індивіда спостерігати зображення впродовж 30 секунд і досить докладно відтворювати і утримувати у пам'яті це зображення протягом короткого часу після того, як зображення було прибрано з-перед очей. Такі ейдетисти стверджують, що вони «продовжують бачити» перед очима це зображення так яскраво і живо, ніби це зображення і далі-таки знаходиться у них перед очима. Наприклад, дитина розучує цифри, які складно запам'ятати з першого разу. Але якщо підключити зорові образи, буде легше: два — гусак, вісім — окуляри, дев'ять — повітряна кулька і так далі. Те ж саме метод ейдетики дозволяє зробити з буквами  [Архівовано 4 червня 2019 у Wayback Machine.].
Як і у випадку із іншими видами пам'яті, інтенсивність спогаду може залежати від кількох факторів: тривалості і частоти впливу подразника, сумлінності спостерігача, ставлення його до об'єкта дослідження тощо. Цей факт різко контрастує із загальним неправильним тлумаченням терміну, мовляв, він передбачає постійність і всеосяжність спогадів про минулі події чи об'єкт спостереження.
Деякі люди, що мають добру пам'ять, заявляють, що мають ейдетичну пам'ять. Однак є істотні відмінності в тому, яким чином обробляється інформація. Люди, що мають звичайний тип пам'яті, зазвичай використовують мнемонічні прийоми (таких, як поділ побаченої картини на елементи, прив'язування ідеї до конкретного предмета чи асоціації тощо), щоб зберегти інформацію у пам'яті; у той час як люди із ейдетичною пам'яттю запам'ятають ніби фотографію із дуже конкретними деталями: такими як місце, де людина стояла; те, що людина була одягнена, і т. д.
Вони згадують подію із набагато більшою кількістю деталей — проте не у загальних рисах (концептуально, по-суті), як звичайна людина. Для пригадування таких деталей людині-ейдетику слід лише зробити зусилля: так, він ніби приглядається до фотографії, розглядаючи деталі — а не відтворює асоціативно ці деталі з допомогою мнемонічних прийомів.
Крім того, нерідко люди зі звичайним типом пам'яті можуть відчувати «спорадичний сплеск ейдетичної пам'яті», коли вони можуть описати певну кількість спогадів дуже докладно. Однак таке не спрацьовує у більшості випадків, коли людина зі звичайним типом пам'яті свідомо намагається згадати картину детально.

### Причини рідкісності ейдетизму
Рідкісність яскравого прояву ейдетизму і пригнічення проявів відповідних природних здібностей у зрілому віці пов'язана з кількома причинами, які описав академік Олександр Романович Лурія у його «Маленькій книжці про велику пам'ять»:
1. Яскраві ейдетичні образи у своїй наочності і детальності не поступаються, а часто буквально затьмарюють образ сприйняття (тобто те, що у дійсності відбувається навколо людини). Наприклад, при переході дороги з напруженим рухом і в цілому ряді схожих випадків це створює ейдетикові великі проблеми, а часто і пряму небезпеку для життя його самого і його близьких.[3] Таким чином підсвідомість блокує ейдетичні навички людини з метою захисту самої людини від негативних проявів згаданих навичок.
2. Яскравий ейдетичний образ — це один зі способів дуже вагомого впливу на хід фізіологічних явищ у тілі самого ейдетика, а іноді й його оточення. Александр Лурія, зокрема, описує можливості піддослідного суттєво впливати на зміну частоти сердечно-судинних скорочень свого серця, температуру руки тощо.

Цілком зрозуміло, що така потужна зброя в умілих руках може приносити користь, а в неумілих — шкоду собі чи людям, які оточують ейдетика. Завдаючи шкоду самому ейдетикові — ці вміння природним чином зменшують кількість ейдетиків у природі.

### Пробуждення й тренування ейдетичних здібностей
Протягом багатьох віків проголошували, що відкрито і використовуються способи пробуждення й тренування ейдетичних здібностей. Найвідомішим прикладом є численні напрями йоги; сюди же відноситься і ряд напрямів шаманізму, цілительства, винахідницької діяльності, художньої й літературної творчості тощо. Зазначимо, що при порушенні правила ретельного відбору здібних до оволодіння ейдетизмом, поступового і посильного навчання грамотно викликати образ і, що не менш важливо, своєчасного звільнення від таких здібностей (мисленнєвому розчиненню, згасанню образу тощо). Були випадки нервового перенапруження й інші негативні прояви, часто з важкими наслідками.
Так І. Шульц описав численні випадки шизофренії зі спробами самогубств, які виникли внаслідок невмілих, проте наполегливих спроб викликати ейдетичні образи. Михайло Зощенко описав ряд таких випадків у письменницькому середовищі у своїй книзі «Перед сходом сонця».
Як лікування І. Шульц запропонував знов викликати ейдетичні образи, проте робити це грамотно. Цей підхід викладено, зокрема, у роботі одного зі співробітників Шульца К.Томаса.
Підхід виявився успішним.
На основі цього підходу сьогодні розроблені більш докладні методики якнайбезпечнішого пробуждення, застосування і треннування ейдетичного сприйняття, пам'яті й мислення, які застосовують у  школах ейдетики, Школі швидкого читання О. А. Андрєєва і ряді інших, більш закритих шкіл.

### Скептичний погляд на проблему
Значна частина суперечок навколо феномену ейдетичної пам'яті ґрунтується на тому, що на практиці цей термін застосовують практично до будь-якого випадку екстраординарної пам'яті. Існування екстраординарних навичок пам'яті достатньо добре документоване, і ці навички є результатом комбінації вроджених умінь, прийомів запам'ятовування і надзвичайних обсягів знань (так, певні люди спроможні запам'ятовувати більше, ніж вони розуміють, хоч для них це є незв'язаною сукупністю інформації — звичайна ж людина запам'ятовує асоціативно). А чисто технічно — ейдетична пам'ять означає відчування індивідом події, ніби індивід і далі бачить, чує, відчуває цю подію (об'єкт) перед собою. Майже всі претенденти на володіння «ейдетичною пам'яттю» не потрапляють у межі цього вузького визначення. Теоретично припускається, що ейдетичний спогад відбувається у пам'яті без його обробки пам'яттю асоціативно (тобто не застосовується автоматичне, перцептуальне оброблення в пам'яті, як це має місце у звичайної людини; припускається, що в основі роботи пам'яті звичайної людини лежить саме цей механізм, інакше запам'ятовування не відбудеться: мозок не сприйме «тарабарщину», він блокуватиме таку інформацію; ейдетики ж — у теорії — просто «фотографують» побачене/почуте/відчуте). Задокументовані випадки ейдетизму, таким чином, власне кажучи, дуже рідкісні, якщо не унікальні. Тому виникає підозра про відсутність такого феномену, попри те, що про нього часто говорять.
Американський коґнітивіст Марвін Мінскі у своїй книзі Суспільство розуму (1988), розглядає феномен ейдетичної пам'яті як «необґрунтований міф».
Приклад екстраординарних здібностей запам'ятовування, що приписуються ейдетичній пам'яті, походить від популярної інтерпретації Адріаана де Гроота класичних експериментів на здатність шахового гросмейстера запам'ятати комплекс позицій шахових фігур на шаховій дошці. Спочатку було встановлено, що експерти-гросмейстери могли згадати дивовижну кількість інформації, набагато більшу, ніж не-експерти, то ж стосовно них припускався факт володіння ейдетичними навичками. Однак, усе стало на місця, коли експертам-гросмейстерам було запропоновано шахові комбінації, які ніколи не зустрічаються в грі; їхня здатність відтворити комбінації виявилася ніяк не кращою, аніж у не-експертів; скидалося на те, що гросмейстери розвинули здатність організувати певні типи інформації, а не володіли вродженими ейдетичними здібностями.
Великий науковий скептицизм щодо існування ейдетично пам'яті був висловлений в 1970 році Чарльзом Строймеєром (Charles Stromeyer) який досліджував здібності своєї майбутньої дружини Елізабет (вона стверджувала, що вона могла згадати вірші, написані іноземною мовою, що вона не розуміє — через багато років, коли вона вперше побачила вірш). Вона також могла, очевидно, згадати модель із набору випадкових комбінацій точок із такою точністю, що була здатна об'єднати дві такі моделі в стереоскопічному зображенні. На сьогодні вона залишається єдиною людиною, стосовно якої документально підтверджено, що вона пройшла такі випробування. Тим не менш, методологія використовуваних процедур для тестування є сумнівна (особливо враховуючи надзвичайний характер оцінюваних претензій), а також той факт, що дослідник одружився зі своєю піддослідною, іще той факт, що тест ніколи не було повторено (Елізабет постійно відмовлялася повторювати ці дослідження); — усе це мало відповідні наслідки.
А. Р. Лурія написав свій знаменитий твір, «Розум мнемоніста» про досліджуваного з надзвичайними здібностями пам'яті С. В. Шерешевського; поміж багатьох надзвичайних здібностей, піддослідний міг запам'ятовувати довгі списки слів і згадувати їх через довгі проміжки часу. А. Р. Лурія вважав, що людина має практично необмежену здатність у царині запам'ятовування і згадування; його, як і Кім Піка, до 2010 року вважали видатним савантом. Потім з'ясувалося, що цей Шерешевський використовував спеціальну техніку запам'ятовування: він «розташовував» запам'ятовувані об'єкти уздовж ділянки Дороги Горького; а потім, через певний час, він «повертався» цією дорогою і «збирав» ці об'єкти один за одним. Він припустився помилки одного разу (бо, як він стверджував, він помістив об'єкт під білим парканом і не помітив його, коли він повернувся забрати об'єкт). Цей приклад є зразком тренування пам'яті, який має назву метод loci, — однак, це не ейдетична пам'ять.
Наступний привід сумніватися у наявності феномену ейдетичної пам'яті — це ненаукова подія: чемпіонат світу із запам'ятовування. Ці щорічні змагання у багатьох запам'ятовувальних дисциплінах в основному базуються на візуальних завданнях (9 із 10 випадків показуються візуально, а десятий приклад — це аудіофрагмент). Оскільки на цих чемпіонатах можна виграти значні матеріальні призи (загальний призовий фонд Чемпіонату Світу Пам'яті 2010 сягає $90 тис.), — ці змагання мають привабити людей, що з легкістю справляться із запропонованими тестами (і легко справляться із відтворенням зорових образів представленого матеріалу у спогадах). Проте іще не задокументовано жодного чемпіона, що має ейдетичну пам'ять, хоча чемпіонати проводяться з 1990 року.

## Претензії на володіння ейдетичною пам'яттю

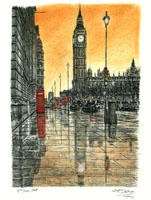
Біг Бен у Лондоні дощового вечора, написаний цілком на спогаді Стівена Вільтшира (Stephen Wiltshire).

За сумнівним винятком Елізабет (обговореного раніше) станом на 2008 рік ніхто, хто стверджував, що має довгострокову ейдетичну пам'ять, не зміг довести цього за наукового експерименту. Є багато індивідів, яких вважали ейдетиками, та вони використовували мнемонічні засоби або мали інший тип пам'яті, відмінний від ейдетичної.

### Знамениті саванти
- Стівен Вілтшир, Каваплер Ордену Британської імперії (MBE), знаменитий савант.[11] Він здатний намалювати усю лінію горизонту міста після прогулянки на вертольоті.[12]
- Кім Пік, видатний савант, що надихав творців фільму «Людина дощу» на персонажа Раймонд Беббіт, якого зіграв Дастін Гоффман.[13]
- Деніел Таммет, установив європейський рекорд із запам'ятовування числа Пі до 22514 цифр.[14]

## У культурі
Телевізійні персонажі з ейдетичною пам'яттю, включаючи спеціального агента Фокса Малдера із телесеріалу «Цілком таємно», лиходій Бейн із коміксу Бетмен, детектив Адріан Монк із телесеріалу Монк, доктор Спенсер Рід із серіалу «Криміналісти: мислити як злочинець», доктор Сем Бекетт із Квантовий стрибок, доктор Лексі Ґрей із серіалу «Анатомія Ґрей», доктор Шелдон Купер із «Теорії великого вибуху», Шоун Спенсер із серіалу «Psych» («Ясновидець»), Олівія Данем із серіалу «Межа», Майк Росс із серіалу «Форс-мажори», Міка Берінґ із «Пакгауз, 13», Моззі з серіалу «Білий комірець», Олів Дойл із диснеївського «Табір О.С.А.», Сьома-з-Дев'яти зі «Зоряний шлях: Вояжер», Сюзан Іванова із серіалу «Вавилон-5», Брік Гек із серіалу «Буває й гірше» і Чарлі Ендрюс із фільму «Герої».
У шведському серіалі «Millennium» (Дівчина з тату дракона) Стіґа фон Ларсона, героїня-гакер Лізбет Саландер мала ейдетичну пам'ять. У фільмі «Розумник Вілл Гантінґ», де знімався Метт Деймон, головний герой Вілл Гантінґ мав і надзвичайний IQ і ейдетичну пам'ять[джерело?]. У радянському фільмі «Служили два товариші» феноменальну зорову пам'ять демонструє Андрій Некрасов.
Значна частина історії гумористичного фентезі «Малі боги» Террі Пратчетта базується на гіпермнезії, ейдетичній пам'яті новачка Брутхи. Він пам'ятав кожну мить свого життя в ідеальних деталях, навіть точне положення і хронометраж кроків індивіда. Він не умів читати, проте він міг відтворити досконалі репродукції бачених документів зі своєї пам'яті, бо він пам'ятав вигляд і розміри літер. Коли він став свідком сумнівних подій і отримав наказ забути їй — то не зміг зрозуміти наказу, оскільки не мав поняття про «процес забування». Коли його спитали, що найперше він пам'ятає, — він відповів: «Яскраве світло, а потім мене хтось ударив».